# Rolf Sievert
Rolf Maximilian Sievert (Estocolmo, 6 de maio de 1896 — Estocolmo, 3 de outubro de 1966) foi um físico sueco.
Sua contribuição mais significativa foi o estudo dos efeitos biológicos da radiação ionizante.
Foi chefe do laboratório de física da clínica oncológica Radiumhemmet, de 1924 a 1937, quando tornou-se chefe do departamento de física radiológica do Instituto Karolinska. Foi pioneiro na medição de doses de radiação, especialmente em seu uso no diagnóstico e tratamento do câncer. No final de sua vida focou suas pesquisas nos efeitos biológicos da exposição repetitiva a baixas doses de radiação. Em 1964 fundou a International Radiation Protection Association, sendo seu diretor por certo período. Também dirigiu o Comitê Científico das Nações Unidas sobre os Efeitos da Radiação Atômica.
Inventou diversos instrumentos para medição de doses de radiação, sendo o mais conhecido a câmara de Sievert.
Em 1979, na Conferência Geral de Pesos e Medidas, a unidade SI de dose equivalente de radiação ionizante foi denominada sievert (Sv). 